# Lipscomb County
Das Lipscomb County ist ein County im Bundesstaat Texas der Vereinigten Staaten. Das U.S. Census Bureau hat bei der Volkszählung 2020 eine Einwohnerzahl von 3.059 ermittelt. Der Sitz der County-Verwaltung (County Seat) befindet sich in Lipscomb.

## Geographie
Das County liegt im Norden von Texas, im Texas Panhandle, an der Grenze zu Oklahoma und hat eine Fläche von 2414 Quadratkilometern, die ohne nennenswerte Wasserfläche ist. Es grenzt im Uhrzeigersinn an folgende Countys: Beaver County und Ellis County in Oklahoma, Hemphill County und Ochiltree County in Texas.

## Geschichte
Lipscomb County wurde am 21. August 1876 aus Teilen des Bexar County gebildet. Die Verwaltungsorganisation wurde am 6. Juni 1887 abgeschlossen. Benannt wurde es nach Abner Smith Lipscomb (1789–1856). Lipscomb kämpfte im Creek-Krieg von 1813/14, war Abgeordneter in der State Legislature des Alabama-Territoriums und danach bis 1835 Richter am Obersten Gericht des Bundesstaats Alabama. 1839/40 amtierte er als Außenminister der Republik Texas und war von 1846 bis 1856 Richter am Obersten Gericht von Texas.
Ein Bauwerk im County ist im National Register of Historic Places („Nationales Verzeichnis historischer Orte“; NRHP) eingetragen (Stand 26. November 2021), das Lipscomb County Courthouse .

## Demografische Daten
Nach der Volkszählung im Jahr 2000 lebten im Lipscomb County 3.057 Menschen in 1.205 Haushalten und 845 Familien. Die Bevölkerungsdichte betrug 1 Einwohner pro Quadratkilometer. Ethnisch betrachtet setzte sich die Bevölkerung zusammen aus 82,9 Prozent Weißen, 0,5 Prozent Afroamerikanern, 1,4 Prozent amerikanischen Ureinwohnern, 0,1 Prozent Asiaten und 13,0 Prozent aus anderen ethnischen Gruppen; 2,2 Prozent stammten von zwei oder mehr Ethnien ab. 20,7 Prozent der Einwohner waren spanischer oder lateinamerikanischer Abstammung.
Von den 1.205 Haushalten hatten 32,5 Prozent Kinder oder Jugendliche, die mit ihnen zusammen lebten. 62,1 Prozent waren verheiratete, zusammenlebende Paare, 5,9 Prozent waren allein erziehende Mütter und 29,8 Prozent waren keine Familien. 28,0 Prozent waren Singlehaushalte und in 16,2 Prozent lebten Menschen im Alter von 65 Jahren oder darüber. Die durchschnittliche Haushaltsgröße betrug 2,50 und die durchschnittliche Familiengröße betrug 3,06 Personen.
27,6 Prozent der Bevölkerung war unter 18 Jahre alt, 5,9 Prozent zwischen 18 und 24, 24,7 Prozent zwischen 25 und 44, 23,4 Prozent zwischen 45 und 64 und 18,4 Prozent waren 65 Jahre alt oder älter. Das Medianalter betrug 40 Jahre. Auf 100 weibliche Personen kamen 94,6 männliche Personen und auf 100 Frauen im Alter von 18 Jahren oder darüber kamen 93 Männer.
Das jährliche Durchschnittseinkommen eines Haushalts betrug 31.964 USD, das Durchschnittseinkommen einer Familie betrug 39.375 USD. Männer hatten ein Durchschnittseinkommen von 28.750 USD, Frauen 20.034 USD. Das Prokopfeinkommen betrug 16.328 USD. 12,9 Prozent der Familien und 16,7 Prozent der Einwohner lebten unterhalb der Armutsgrenze.

## Städte und Gemeinden
- Booker
- Darrouzett
- Follett
- Higgins
- Lipscomb